# L (lettre)
Pour les articles homonymes, voir L.
Cette page contient des caractères spéciaux ou non latins. S’ils s’affichent mal (▯, ?, etc.), consultez la page d’aide Unicode.
L est la douzième lettre et la 9e consonne de l'alphabet latin. L a en français la valeur phonétique [l].

## Histoire

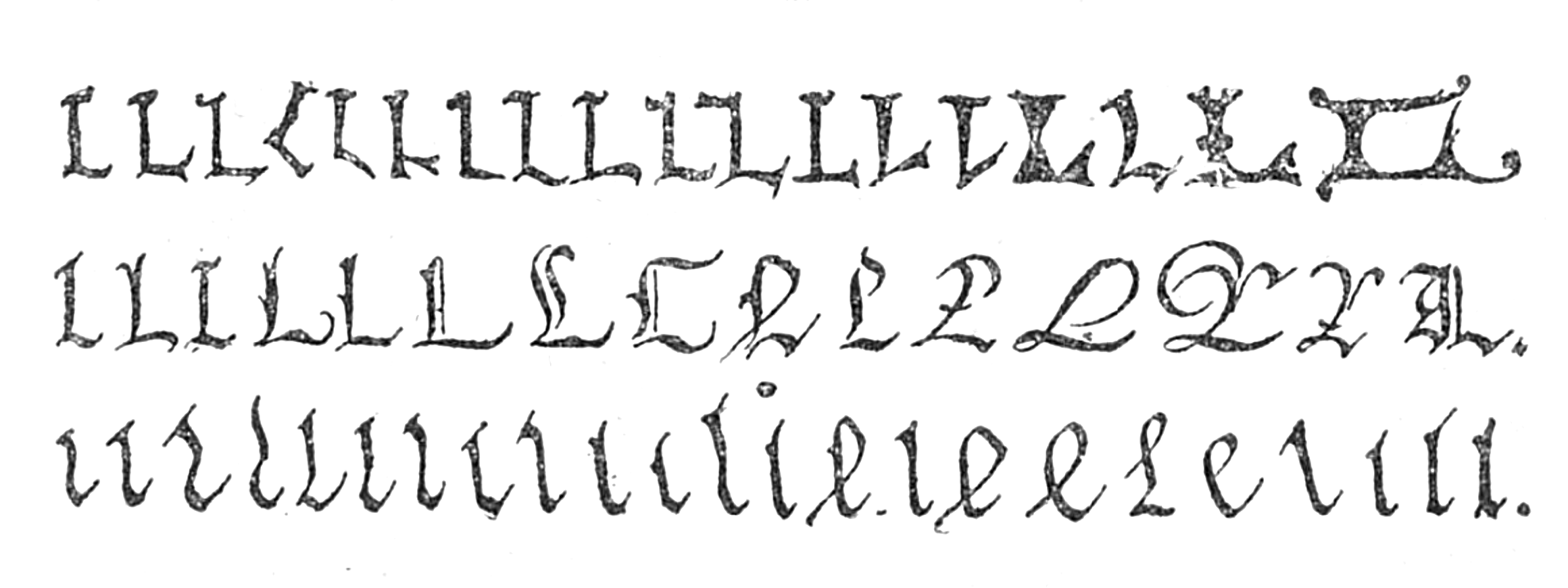
Formes majuscules et minuscules manuscrites de la lettre L dans le Dictionnaire des abréviations latines et française d’Alphonse Chassant.

| S39 |

| S39 |

## Nom
- Le nom de la lettre se prononce très généralement èle (API [εl]); il s'agit d'un nom masculin originellement féminin[1].
- Le nom de la lettre se prononce parfois le (API [lə]). Ce nom est alors masculin[1].
- En France, èl semble être la prononciation la plus en usage.

## Lettres similaires et symboles connexes
- Ł ł : l barré
- LL Ll ll : digramme ll.
- Λ λ : lettre grecque lambda
- Л л : lettre cyrillique el
- ל : lettre hébraïque lamed
- £ : symbole usuel de la livre sterling.
- ₤ : symbole parfois utilisé pour la lire italienne (avant passage à l'euro).

## Codage

### Informatique
| Lettre                   | L                        | L                        | l                         | l                         |
| ------------------------ | ------------------------ | ------------------------ | ------------------------- | ------------------------- |
| Nom Unicode              | Lettre capitale latine L | Lettre capitale latine L | Lettre minuscule latine L | Lettre minuscule latine L |
| Encodage                 | décimal                  | hexadécimal              | décimal                   | hexadécimal               |
| ASCII, ISO 8859, Unicode | 76                       | 4C                       | 108                       | 6C                        |
| EBCDIC                   | 211                      | D3                       | 147                       | 93                        |

### Radio
- Épellation alphabet radio
  - international : Lima ;
  - allemand : Ludwig
- En alphabet morse dans lequel la lettre L vaut « ·-·· »

## Confusion
la lettre L peut être confondue avec un I majuscule, ou le chiffre 1.

## Autres
| Signalisation | Signalisation | Langue des signes | Langue des signes | Écriture Braille |
| Pavillon      | Sémaphore     | française         | québécoise        | Écriture Braille |
| ------------- | ------------- | ----------------- | ----------------- | ---------------- |
|               |               |                   |                   |                  |